# Le Mesnil-le-Roi
Le Mesnil-le-Roi est une commune du département des Yvelines, dans la région Île-de-France, en France, situé à 5 km environ au nord de Saint-Germain-en-Laye.
Ses habitants sont appelés les Mesnilois.

## Géographie

### Situation
La commune du Mesnil-le-Roi se trouve dans le nord-est du département des Yvelines, à 5 km environ au nord-est de Saint-Germain-en-Laye, sous-préfecture (les deux communes sont limitrophes), et à 18 km environ au nord de Versailles, préfecture du département. C'est une commune riveraine de la Seine située sur la rive gauche du fleuve entre celui-ci et la forêt de Saint-Germain-en-Laye.

### Communes limitrophes
Les communes limitrophes sont Maisons-Laffitte au nord, Le Pecq au sud et Saint-Germain-en-Laye à l'ouest. À l'est, la Seine la sépare de Montesson.

### Hydrographie
Le territoire communal côtoie la rive gauche de la Seine sur environ 4 km et comprend en outre le bras de la Petite Rivière qui sépare Le Mesnil-le-Roi de l'île de la Borde.
La commune est concernée par les risques d'inondations liés aux crues de la Seine dans la frange est du territoire, le long de la Seine. Dans le cadre du « plan de prévention des risques d’inondation (PPRI) de la vallée de la Seine et de l'Oise, les zones inondables très peu construites ont été classées essentiellement en zone marron et verte, et secondairement rouge clair ou bleue, selon l'importance de l'exposition aux risques d'inondation. La zone marron concerne les berges de la Seine, où il s'agit de préserver la capacité d'écoulement des eaux. Toute occupation du sol y est interdite. La zone verte, la plus étendue, concerne des étendues très exposées, restées le plus souvent à l'état naturel, où l'urbanisation est interdite pour préserver le champ d’expansion de crue de la Seine.

### Carrières
Dès l'époque gallo-romaine, la pierre est extraite du sous-sol de la commune. D'abord à ciel ouvert, puis, à partir du XVIIIe siècle, dans des galeries souterraines. Les vides de la plus grande, qui s'étendent sur 10 000 m2, ont servi de champignonnière surtout dans la première moitié du XXe siècle et à partir de 1952 d'abri à l'OTAN. 3 000 m2 sont aujourd'hui explorables, mais l'accès en est interdit.

### Utilisation du territoire
| Type d'occupation           | Pourcentage | Superficie (en hectares) |
| --------------------------- | ----------- | ------------------------ |
| Espace urbain construit     | 34,8 %      | 131,26                   |
| Espace urbain non construit | 15,6 %      | 58,89                    |
| Espace rural                | 49,6 %      | 186,91                   |
| Source : Iaurif-MOS 2008    |             |                          |

Le territoire communal est fortement urbanisé, l'espace urbain représentant un peu plus de la moitié de la superficie totale (50,4 %), mais l'espace urbain non construit qui recouvre surtout des espaces verts publics ou privés représente 15,6 % du total, proportion relativement importante.
Le territoire communal englobe également une partie d'une île de la Seine, l'île de la Borde.
L'espace rural se partage principalement entre bois et forêt, 62 hectares, principalement dans la partie sud du territoire, et champs cultivés, 61,5 hectares, surtout dans la partie basse le long de la Seine.
L'habitat, qui couvre 110,3 hectares, se compose majoritairement d'habitat individuel (86 % de la surface consacrée à l'habitat), l'habitat collectif (14 %) comprend notamment la « cité des cheminots », ensemble de logements sociaux propriété de la société La Sablière dans le nord-est de la commune.
Il se répartit entre le bourg du Mesnil-le-Roi, principal centre habité qui est aggloméré au nord avec Maisons-Laffitte, et Carrières-sous-Bois, second centre habité situé dans le sud de la commune. Entre les deux se trouve le hameau de Vaux, et à l'extrême sud de la commune, en contrebas de la terrasse du château de Saint-Germain-en-Laye, le hameau des Flageaux.

### Infrastructures
La commune est traversée dans sa partie sud par l'autoroute A14, partiellement souterraine. L'autoroute franchit la Seine par le viaduc autoroutier de Montesson en béton précontraint formé de deux ouvrages parallèles.

### Climat
Pour des articles plus généraux, voir Climat de l'Île-de-France et Climat des Yvelines.
En 2010, le climat de la commune est de type climat océanique dégradé des plaines du Centre et du Nord, selon une étude du CNRS s'appuyant sur une série de données couvrant la période 1971-2000. En 2020, Météo-France publie une typologie des climats de la France métropolitaine dans laquelle la commune est dans une zone de transition entre le climat océanique et le climat océanique altéré et est dans la région climatique  Sud-ouest du bassin Parisien, caractérisée par une faible pluviométrie, notamment au printemps (120 à 150 mm) et un hiver froid (3,5 °C). 
Pour la période 1971-2000, la température annuelle moyenne est de 11,4 °C, avec une amplitude thermique annuelle de 14,9 °C. Le cumul annuel moyen de précipitations est de 650 mm, avec 10,7 jours de précipitations en janvier et 7,7 jours en juillet. Pour la période 1991-2020, la température moyenne annuelle observée sur la station météorologique la plus proche, située sur la commune de Pontoise à 14 km à vol d'oiseau, est de 12,5 °C et le cumul annuel moyen de précipitations est de 666,7 mm,. Pour l'avenir, les paramètres climatiques de la commune estimés pour 2050 selon différents scénarios d'émission de gaz à effet de serre sont consultables sur un site dédié publié par Météo-France en novembre 2022.

## Urbanisme

### Typologie
Au 1er janvier 2024, Le Mesnil-le-Roi est catégorisée grand centre urbain, selon la nouvelle grille communale de densité à sept niveaux définie par l'Insee en 2022.
Elle appartient à l'unité urbaine de Paris, une agglomération inter-départementale regroupant 407  communes, dont elle est une commune de la banlieue,,. Par ailleurs la commune fait partie de l'aire d'attraction de Paris, dont elle est une commune du pôle principal,. Cette aire regroupe 1 929 communes,.

## Toponymie

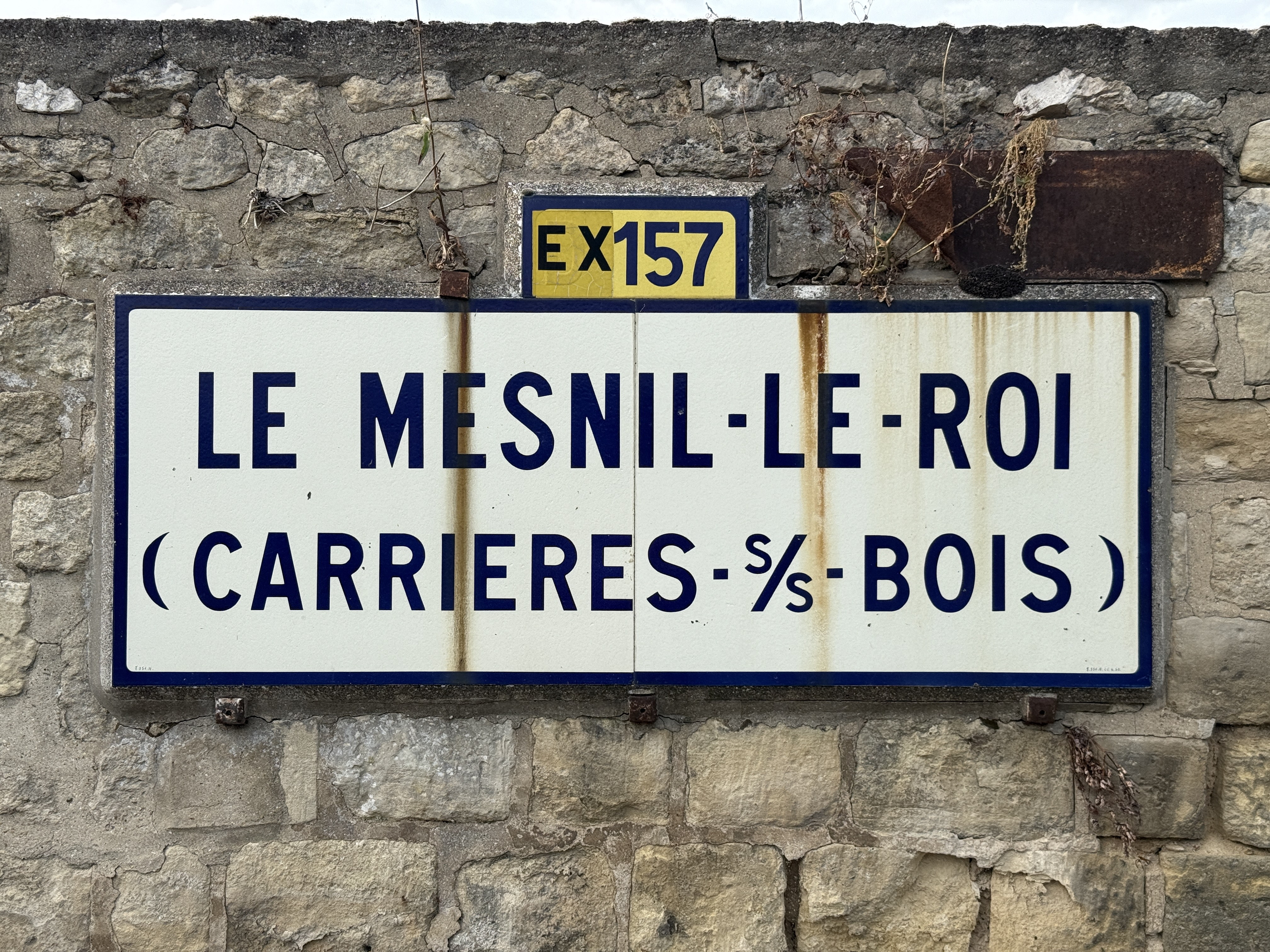
Panneau à l'entrée de la commune.

Le nom de la localité est attesté sous la forme Mansio Regis au XIIIe siècle.
« Mesnil », toponyme très répandu en France, à partir de Mansionem, le bas-latin a créé un nouveau terme dérivé du mot latin mansionile, diminutif de mansio, demeure, habitation, maison. Devenu en français médiéval maisnil, mesnil, « maison avec terrain ».
Le nom Le Mesnil-le-Roi voulant dire  le domaine habité du roi (François Ier).
La commune, instituée lors de la Révolution française sous la dénomination de Le Mesnil-Carrières (parfois orthographié à tort « Ménil »), prit ultérieurement son nom actuel de Le Mesnil-le-Roi.

## Histoire
François Ier fut élevé au château de Vaulx, dans les environs du Mesnil-le-Roi.
L'église date de 1587.

## Politique et administration

### Rattachements administratifs et électoraux
Antérieurement à la loi du 10 juillet 1964, la commune faisait partie du département de Seine-et-Oise. La réorganisation de la région parisienne en 1964 fit que la commune appartient désormais au département des  Yvelines et à son arrondissement de Saint-Germain-en-Laye, après un transfert administratif effectif au 1er janvier 1968.
Pour l'élection des députés, elle fait partie depuis 1988 de la cinquième circonscription des Yvelines.
La commune faisait partie de 1793 à 1924 du canton de Saint-Germain-en-Laye, année où elle devient le chef-lieu du canton de Maisons-Laffitte. Dans le cadre du redécoupage cantonal de 2014 en France, elle est désormais rattachée au canton de Sartrouville.

### Intercommunalité
La commune avait créé le 1er janvier 2013 avec sa voisine Maisons-Laffitte la communauté de communes Maisons-Mesnil.
Dans le cadre de la mise en œuvre de la loi MAPAM du 27 janvier 2014, qui prévoit la généralisation de l'intercommunalité à l'ensemble des communes, et la constitution d'intercommunalités de plus de 200 000 habitants en seconde couronne d'Île-de-France afin qu'elles soient en mesure de dialoguer avec la Métropole du Grand Paris, cette petite intercommunalité défensive fusionne avec ses voisines pour former, le 1er janvier 2016, la communauté d'agglomération Saint Germain Boucles de Seine dont est désormais membre la commune.

### Tendances politiques et résultats
Lors des élections municipales de 2014, où le maire sortant Marc Demeure ne se représentait pas, la liste menée par Serge Caseris  (UMP-UDI) remporte le scrutin dès le premier tour, avec 64,35 % des suffrages exprimés, devançant largement les listes menées par Bruno Delabarre (DVD, 20,51 %) et par Marcel Roche  (DVG, 15,12 %).
Sa liste est réélue à nouveau dès le premier tour des élections municipales de 2020 avec 78,80 % des suffrages exprimés, face à la liste menée par Anne-Lise Auffret, son ex-adjointe déléguée aux affaires scolaires (DVD, 21,20 %), lors d'un scrutin marqué par 56,26 % d'abstention .

### Politique locale
Début  2018,, le maire de Maisons-Laffitte Jacques Myard annonce réfléchir à la fusion de sa ville et du Mesnil-le-Roi, qui formeraient à terme une commune nouvelle, en raison des « liens qui unissent ces deux sœurs jumelles » et afin de permettre une meilleure maîtrise des dépenses tout en maintenant la qualité des services publics.
Serge Caseris, maire (LR) du Mesnil-le-Roi, se dit néanmoins « fermement opposé » à ce projet, qui enlèverait beaucoup de rôles aux élus de sa ville tout en permettant à Maisons-Laffitte de respecter plus facilement ses obligations en matière de logement social, puisqu'il lui en manque 1 369, alors que Le Mesnil-le-Roi en dispose de 21 %, proche du minimum légal de 25 %,.

### Liste des maires
| Période                                  | Période                      | Identité               | Étiquette             | Qualité |
| ---------------------------------------- | ---------------------------- | ---------------------- | --------------------- | --- |
| Les données manquantes sont à compléter. |                              |                        |                       | |
| Maire en 1869                            |                              | Félix Worms de Romilly |                       | Chimiste et physicien, docteur en droit |
| ?                                        | juillet 1922                 | Alfred Manceau         |                       | Champignonniste |
| août 1922                                | ?                            | Jules Rein             | RG                    | Banquier Conseiller général de Maisons-Laffitte (1924 → 1926) Président du conseil général                                                                                             |
| Les données manquantes sont à compléter. |                              |                        |                       | |
| octobre 1947                             | mars 1971                    | Michel Jamot           | DVD puis UNR puis UDR | Chirurgien-dentiste Député de Seine-et-Oise (2e circ.) (1958 → 1967) Député des Yvelines (1re circ.) (1967 → 1973) Conseiller général de Maisons-Laffitte (1951 → 1964 et 1967 → 1970) |
| mars 1971                                | juin 1995                    | Henri Dupret-Ecuyer    | DVD puis SE           | Médecin généraliste |
| juin 1995                                | mars 2014                    | Marc Demeure           | DVD puis UMP          | |
| mars 2014                                | En cours (au 9 juillet 2020) | Serge Caseris          | UMP → LR              | Cadre retraité du secteur bancaire Vice-président de la CA Saint Germain Boucles de Seine (2016 → ) Réélu pour le mandat 2020-2026                                                     |

### Jumelages
- Ville jumelée avec Newmarket (Royaume-Uni).

## Population et société

### Démographie

#### Évolution démographique
L'évolution du nombre d'habitants est connue à travers les recensements de la population effectués dans la commune depuis 1793. Pour les communes de moins de 10 000 habitants, une enquête de recensement portant sur toute la population est réalisée tous les cinq ans, les populations de référence des années intermédiaires étant quant à elles estimées par interpolation ou extrapolation. Pour la commune, le premier recensement exhaustif entrant dans le cadre du nouveau dispositif a été réalisé en 2006.

En 2022, la commune comptait 6 340 habitants, en évolution de +1,02 % par rapport à 2016 (Yvelines : +2,72 %, France hors Mayotte : +2,11 %).
| 1793 | 1800 | 1806 | 1821 | 1831 | 1836 | 1841 | 1846 | 1851 |
| ---- | ---- | ---- | ---- | ---- | ---- | ---- | ---- | ---- |
| 483  | 455  | 452  | 458  | 496  | 522  | 515  | 517  | 525  |

| 1861 | 1866 | 1872 | 1876 | 1881 | 1886 | 1891 | 1896 | 1901 |
| ---- | ---- | ---- | ---- | ---- | ---- | ---- | ---- | ---- |
| 619  | 676  | 720  | 674  | 714  | 777  | 753  | 787  | 810  |

| 1906 | 1911 | 1921  | 1926  | 1931  | 1936  | 1946  | 1954  | 1962  |
| ---- | ---- | ----- | ----- | ----- | ----- | ----- | ----- | ----- |
| 790  | 915  | 1 140 | 1 588 | 1 990 | 1 873 | 2 079 | 2 970 | 5 120 |

| 1968  | 1975  | 1982  | 1990  | 1999  | 2006  | 2011  | 2016  | 2021  |
| ----- | ----- | ----- | ----- | ----- | ----- | ----- | ----- | ----- |
| 5 473 | 5 680 | 5 557 | 6 206 | 6 207 | 6 386 | 6 408 | 6 276 | 6 322 |

| 2022  | - | - | - | - | - | - | - | - |
| ----- | - | - | - | - | - | - | - | - |
| 6 340 | - | - | - | - | - | - | - | - |

#### Pyramide des âges
En 2018, le taux de personnes d'un âge inférieur à 30 ans s'élève à 34,9 %, soit en dessous de la moyenne départementale (38,0 %). À l'inverse, le taux de personnes d'âge supérieur à 60 ans est de 24,6 % la même année, alors qu'il est de 21,7 % au niveau départemental.
En 2018, la commune comptait 3 005 hommes pour 3 287 femmes, soit un taux de 52,24 % de femmes, légèrement supérieur au taux départemental (51,32 %).
Les pyramides des âges de la commune et du département s'établissent comme suit.
| Hommes | Classe d’âge | Femmes |
| ------ | ------------ | ------ |
| 0,6    | 90 ou +      | 2,4    |
| 6,6    | 75-89 ans    | 9,2    |
| 14,9   | 60-74 ans    | 15,4   |
| 24,0   | 45-59 ans    | 22,7   |
| 16,7   | 30-44 ans    | 17,7   |
| 17,1   | 15-29 ans    | 14,7   |
| 20,2   | 0-14 ans     | 17,9   |

| Hommes | Classe d’âge | Femmes |
| ------ | ------------ | ------ |
| 0,6    | 90 ou +      | 1,4    |
| 6      | 75-89 ans    | 7,8    |
| 13,5   | 60-74 ans    | 14,8   |
| 20,7   | 45-59 ans    | 20,1   |
| 19,6   | 30-44 ans    | 19,9   |
| 18,5   | 15-29 ans    | 16,8   |
| 21,2   | 0-14 ans     | 19,2   |

### Manifestations culturelles et festivités

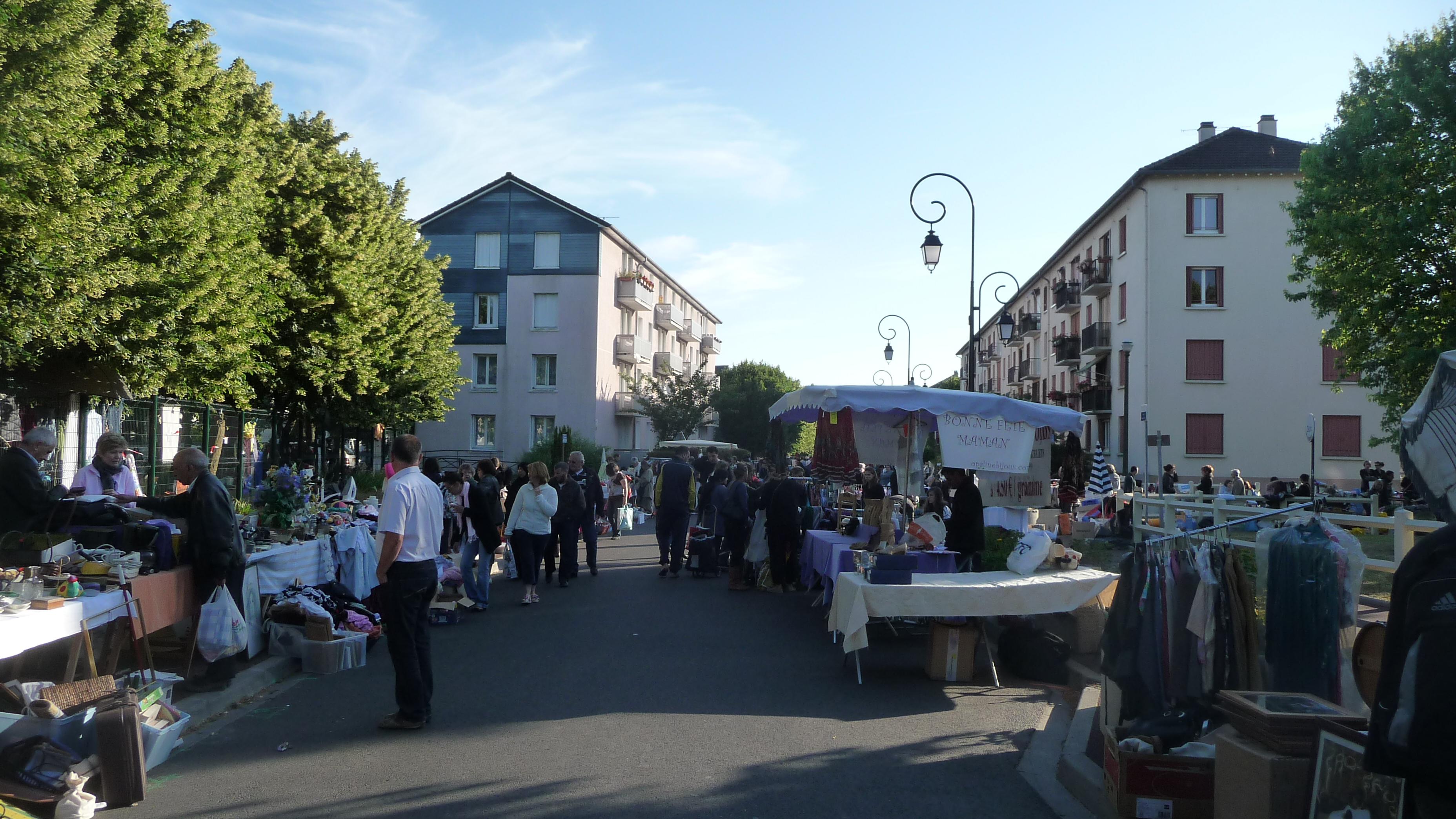
Brocante sur le boulevard Pasteur.

Une brocante est organisée chaque année en mai autour du stade Pierre-Taranne par l'association sportive du  Mesnil-le-Roi (ASMR).

## Économie

### Revenus de la population et fiscalité
En 2010, le revenu fiscal médian par ménage était de 50 252 €, ce qui plaçait Le Mesnil-le-Roi au 281e rang parmi les 31 525 communes de plus de 39 ménages en métropole.

## Culture locale et patrimoine
La ville participe au Concours des villes et villages fleuris et possède deux fleurs en 2007.

### Lieux et monuments
La commune est limitrophe de la forêt de Saint-Germain-en-Laye et intègre la zone naturelle d’intérêt écologique, faunistique et floristique de la zone agricole de Carrières-sous-Bois-Les Flageaux.
On peut noter les édifices suivants :
- Église Saint-Vincent : église de style gothique flamboyant consacrée le 2 août 1587, on peut y voir un tableau de Jean Bardin, Le Martyre de saint Barthélemy et un autre de François Édouard Picot, La Pentecôte[36].
- Château du Val, XVIIe siècle, situé en lisière de la forêt de Saint-Germain-en-Laye, œuvre de l'architecte Jules Hardouin-Mansart.
- Orangerie du château du Mesnil, située dans une zone protégée du POS ND-EBC (espace boisé classé non défrichable)[réf. nécessaire] au sein d'une résidence privée de 43 maisons.
- Vieux puits à l'abandon (château du Mesnil, aujourd'hui disparu) situé en bordure de la résidence privée de l'Orangerie, rue du Général-Leclerc
- Grotte artificielle (à l'abandon), anciennes glacières (à l'abandon) et ruines de plans d'eau (à l'abandon) situés dans le bois communal (château du Mesnil, aujourd'hui disparu)
- Arbre de la liberté planté en 1848. Proche de l'église.

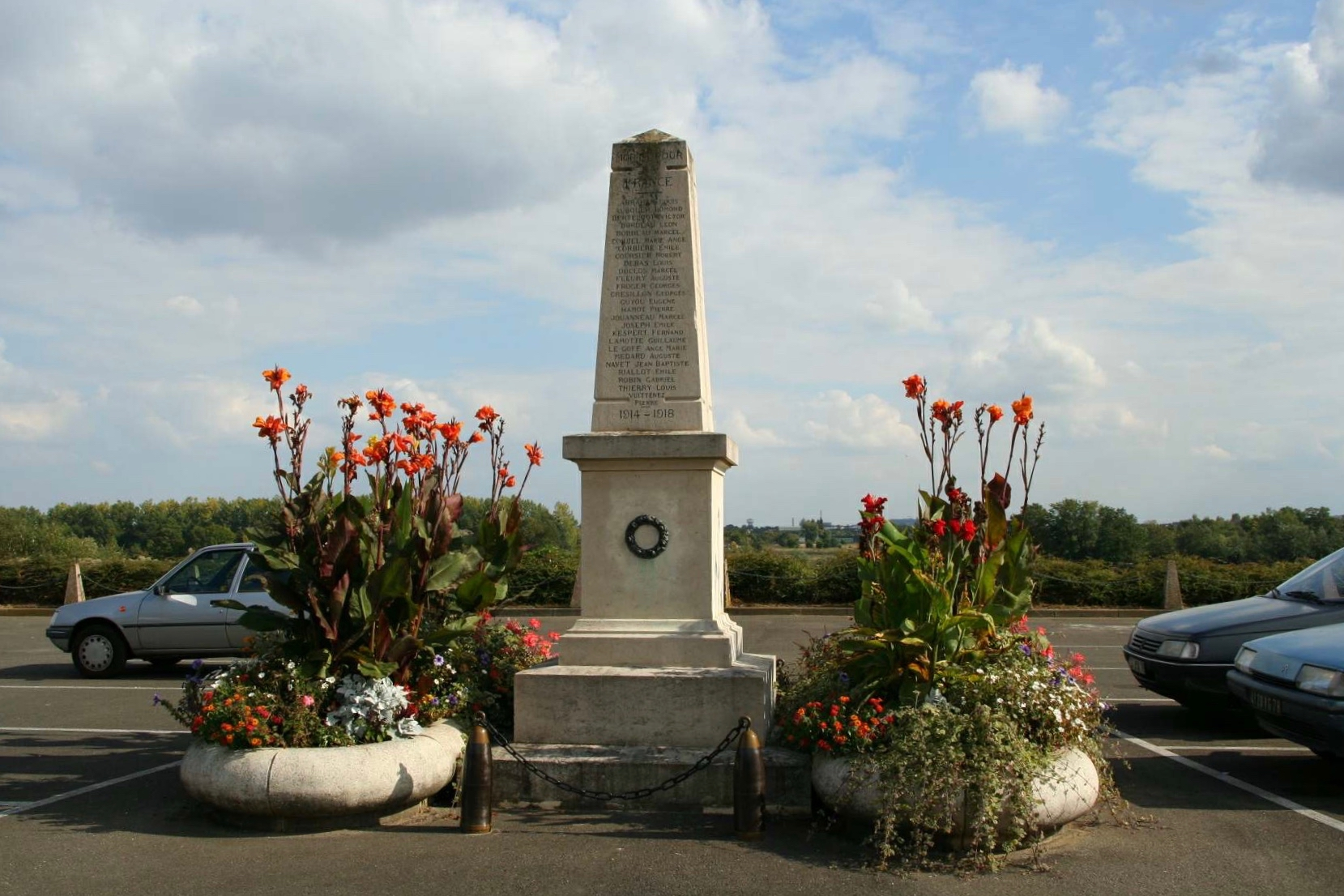
Monument aux morts.
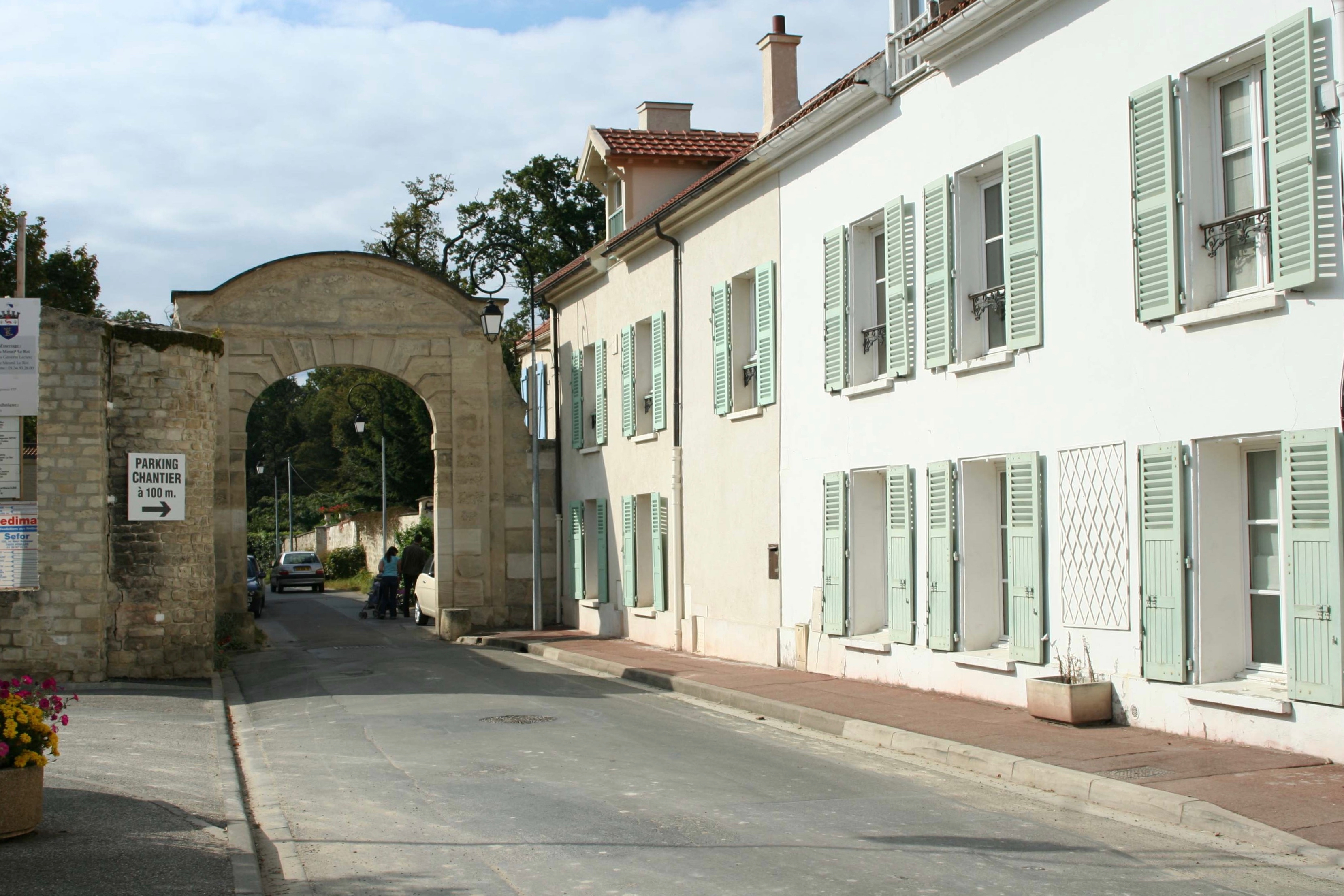
Porte de la forêt.
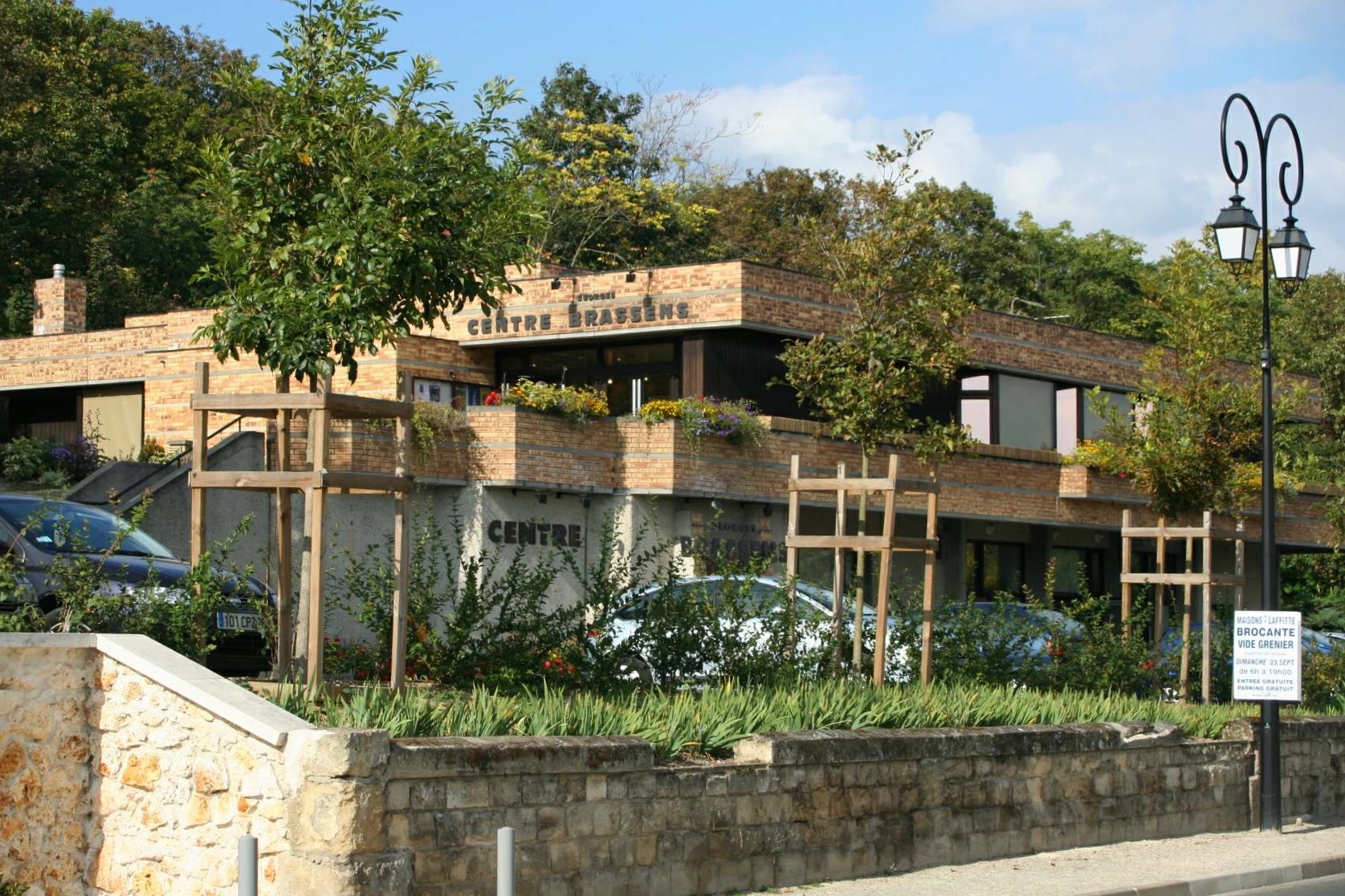
Centre Brassens.
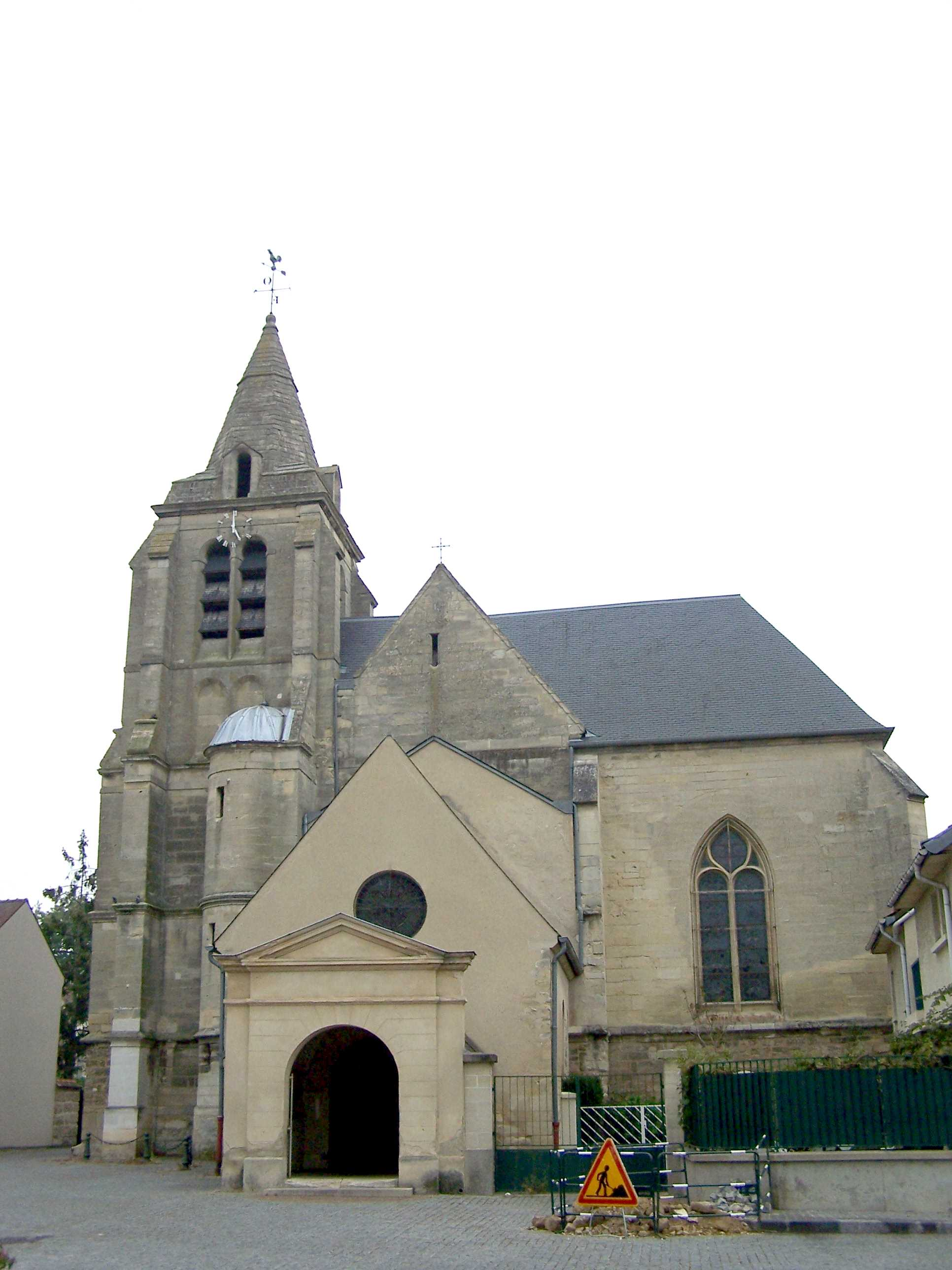
Église Saint-Vincent.
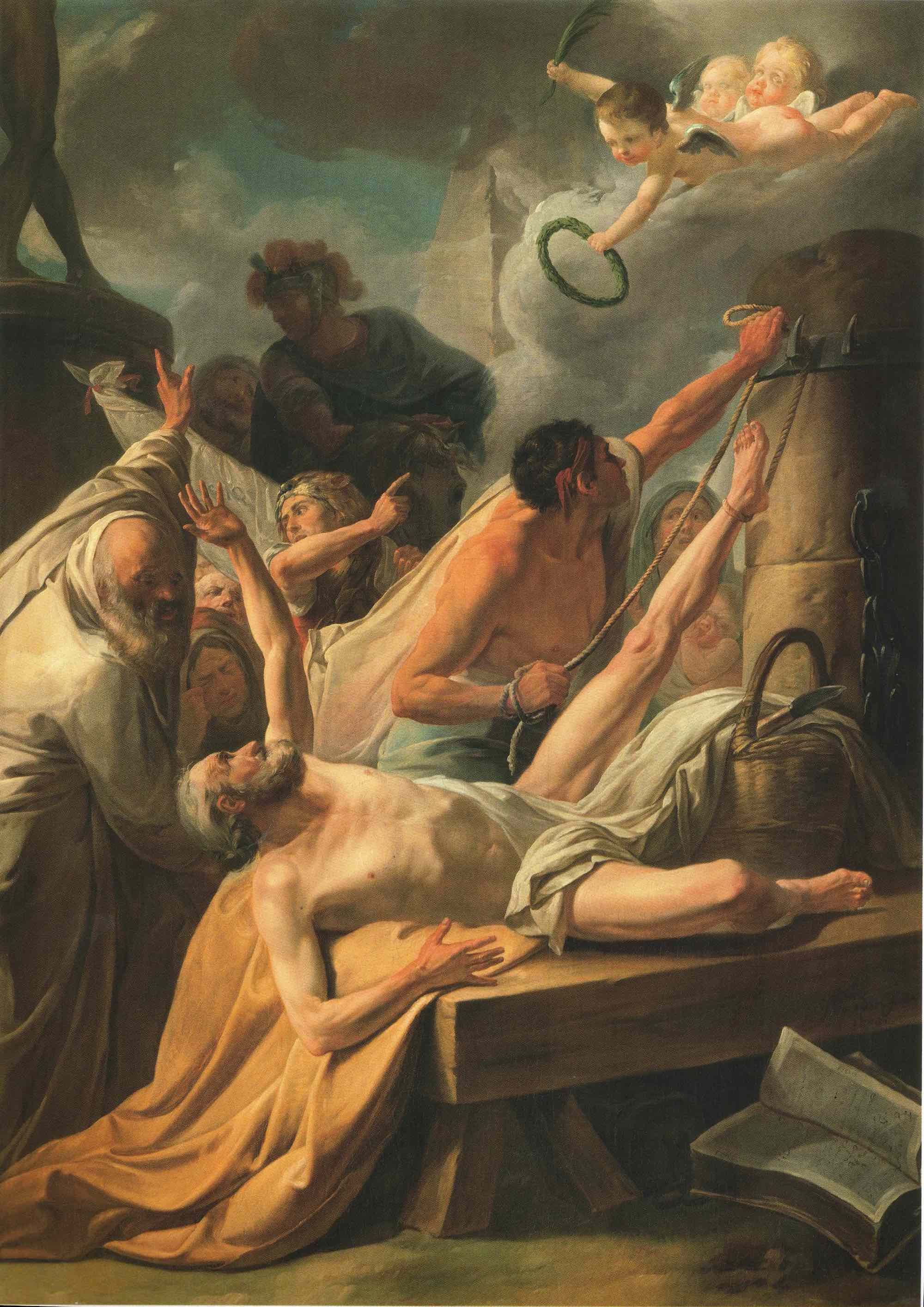
Jean Bardin, Le Martyre de saint Barthélémy, 1765.

### Personnalités liées à la commune
- Gérard de Lally-Tollendal (1751-1830), pair de France et ministre d'État,
- Jean-Baptiste-Joseph Boulliot (1750-1833), curé du village et historien des Ardennes et du protestantisme ardennais,
- Le comte d'Artois (1757-1836), frère du roi Louis XVI, roi de France de 1824 à 1830, fut l'un des propriétaires du château du Belloy[37],
- Achille Fould (1800-1867), banquier,
- Louis Hachette (1800-1864), éditeur,
- Augustin Henry-Lepaute (1800-1885), horloger, acheta le château du Belloy. Il est inhumé dans le cimetière communal[38],

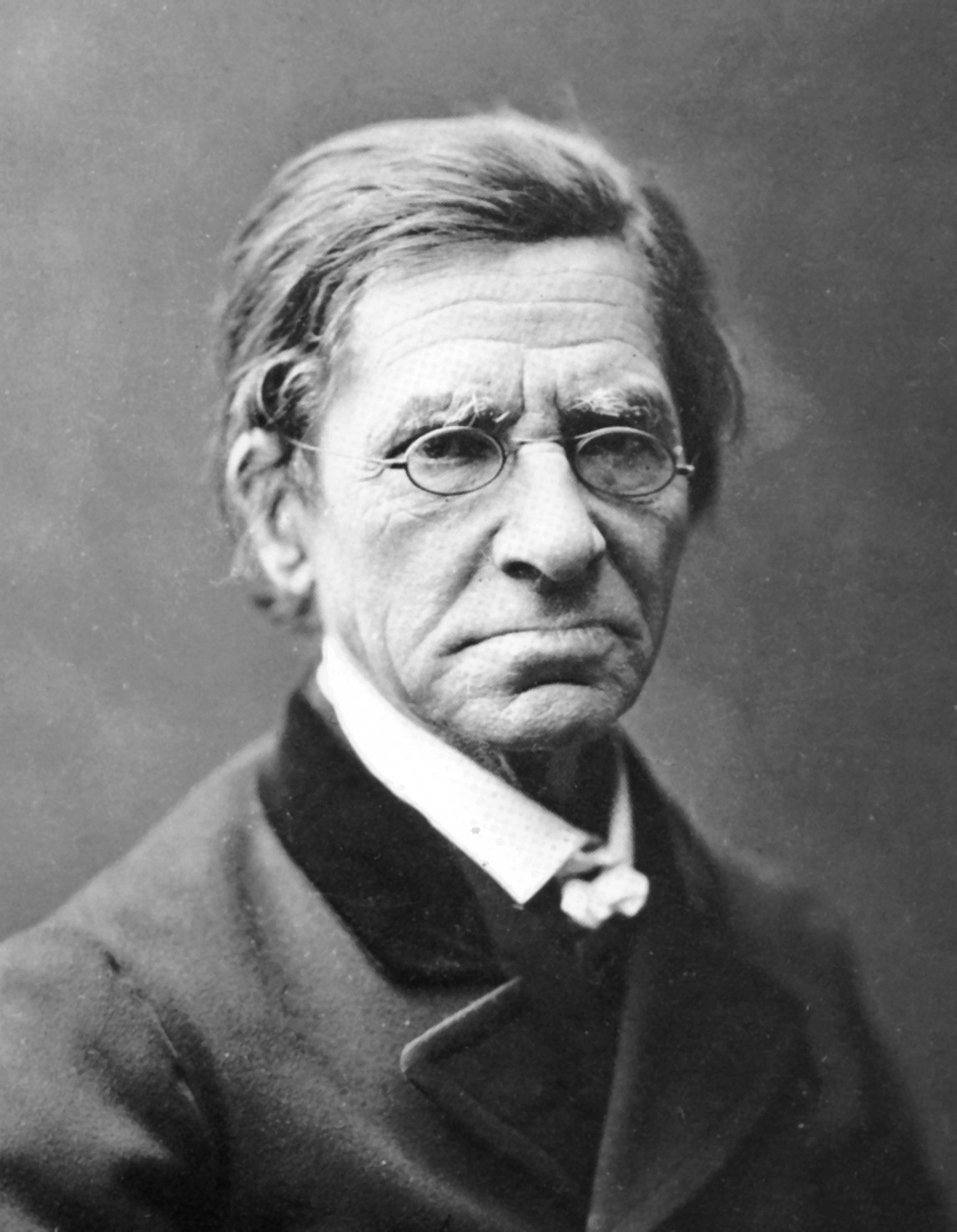
Émile Littré.

- Émile Littré (1801-1881), acheta une maison au Mesnil-le-Roi (il l'écrivait « Ménil-le-Roi ») en 1847 et y vécut jusqu'à sa mort ; c'était ici qu'il rédigea la plupart de son Dictionnaire de la langue française (1872; supplément 1877)[39],
- Émile de Girardin (1806-1881), journaliste et homme politique,
- Jean Sapène (1867-1940), patron de presse et producteur de cinéma, résida au Mesnil-le-roi[réf. nécessaire],
- Louis Loucheur (1872-1931), ministre du Travail, connu pour la Loi Loucheur votée à son initiative en 1928, fut l'un des propriétaires du château du Belloy[37].
- Aimé Dallemagne (1882-1971), peintre, dessinateur et graveur, résida au Mesnil-le-Roi.
- René Lefèvre (1898-1991), acteur de cinéma, résida au Mesnil-le-Roi où il s'est marié le 6 mars 1950[40].
- Maurice-Antoine Drouard (1899-1965), peintre, y est mort.
- Jerzy Giedroyc (1906-2000), fondateur de Kultura, revue littéraire de l'émigration polonaise éditée à Maisons-Laffitte, et Józef Czapski (1896-1993) sont enterrés au cimetière du Mesnil-le-Roi.
- Jacques Fath (1912-1981), couturier, est né au Mesnil-le-Roi.
- Louis Pauwels (1920-1997), journaliste et écrivain, résida au Mesnil-le-Roi et est inhumé dans le cimetière communal[38].
- Jeanne Bourin (1922-2003), romancière et médiéviste, est inhumée dans le cimetière communal[38].
- Serge Gainsbourg (1928-1991), alors qu'il n'est encore que Lucien Ginsburg, épouse à la mairie du Mesnil-le-Roi Élisabeth Levitsky le 3 novembre 1951. Il travaille à cette époque à la Maison Champsfleur (actuellement résidence de personnes âgées) comme moniteur auprès de jeunes enfants israélites dont les parents ont été victimes de la Shoah. Il a aussi été à la rencontre de Louis Pauwels, résidant au Mesnil-le-Roi, dans le cadre d'une entrevue télévisée[41].
- Élina Labourdette (1919-2014), actrice, y est décédée.

## Héraldique
| Armes | Les armes du Mesnil-Le-Roi se blasonnent ainsi : d'azur à deux éperons d'or à l'antigue avec leurs sous-pied l'un sur l'autre, celui de la pointe contourné, les courroies aussi d'or entrelacées au cœur de l'écu, au chef d'argent à une salamandre de gueules accostée de deux fleurs de lys aussi d'or. Ce blason, adopté par la commune en 1952, dérive de celui de la famille des La Salle, anciens seigneurs de Carrières-sous-Bois, auquel a été ajouté un chef évoquant le roi François 1er. |